# Beth Wagner
Elizabeth Maria Souto Wagner (Rio de Janeiro, 28 de dezembro de 1949) mais conhecida como Beth Wagner é uma economista, cientista política e ex-política brasileira atualmente filiada ao Partido dos Trabalhadores. Foi vereadora, vice-prefeita e secretária de educação de Salvador durante o governo de Lídice da Mata.
Foi casada com o ex-governador e senador pela Bahia, Jaques Wagner (PT), com quem teve três filhos, Mariana, Mônica e Mateus.

## Carreira política

### Vereadora de Salvador (1988-1992)
Na eleição municipal de Salvador em 1988, Beth foi a única vereadora eleita pelo Partido Comunista Brasileiro, com 3.502 votos. Durante seu mandato na câmara municipal integrou as comissões da mulher e meio ambiente.

### Vice-prefeita de Salvador (1993-1996)
Em 1992, já filiada ao Partido Popular Socialista, foi eleita vice-prefeita de Salvador, na chapa da então ex-deputada federal Lídice da Mata, à época no Partido da Social Democracia Brasileira, com 370.720 votos, 56,94% do eleitorado apto a votar, derrotando o ex-prefeito Manoel Castro, do Partido da Frente Liberal, que representava o grupo político do então governador Antônio Carlos Magalhães, em segundo turno.
Durante seu mandato como vice-prefeita, acumulou a função de secretária municipal de educação de 1° de janeiro de 1993 até 30 de março de 1994, quando deixou o cargo.

#### Secretária Municipal de Educação
Enquanto secretária municipal de educação da capital da Bahia, implementou o Plano Decenal de Educação para Todos, do Ministério da Educação e do Desporto.

### Pós prefeitura
Em 2007 foi nomeada pelo ex-marido e então governador da Bahia Jaques Wagner ao cargo de diretora do Instituto do Meio Ambiente (IMA), durante sua passagem pela chefia da autarquia, foi responsável pela implementação de um software I2 de monitoramento ambiental em parceria com o Ministério Público da Bahia capaz de ajudar na preservação da Mata Atlântica.
Durante sua passagem pela autarquia também instituiu as oficinas preparatórias com a comunidade, política que visa debater o estudo de impacto ambiental de um empreendimento bem como o desenvolvimento do relatório de impacto ambiental quando o empreendimento exigir mudanças significativas no meio ambiente.
No mês de maio de 2016 recebeu o título de Cidadã Baiana, horaria concedida pela Assembleia Legislativa da Bahia, por indicação do deputado Marcelino Galo, do Partido dos Trabalhadores.

## Desempenho Eleitoral
| Ano  | Eleição               | Cargo             | Partido                                     | Partido | Coligação                                                                 | Titular/Vice/Suplentes         | Votos para Beth | Votos para Beth | Votos para Beth | Votos para Beth | Resultado     | Ref           |
| Ano  | Eleição               | Cargo             | Partido                                     | Partido | Coligação                                                                 | Titular/Vice/Suplentes         | T.              | Total           | %               | P.              | Resultado     | Ref           |
| ---- | --------------------- | ----------------- | ------------------------------------------- | ------- | ------------------------------------------------------------------------- | ------------------------------ | --------------- | --------------- | --------------- | --------------- | ------------- | ------------- |
| 1988 | Municipal de Salvador | Vereadora         |                                             | PCB     | Frente Autêntica (PSDB, PCdoB, PCB, PMN)                                  | —                              | 1°              | 3.502           |                 | 8ª              | Eleita        | [ 3 ]         |
| 1990 | Estadual da Bahia     | Senadora          | Frente Bahia Popular (PCdoB, PSB, PDT, PCB) | PCB     | 1° Suplente: Carlos Maria Schmitt Pabst 2° Suplente: Wilson Alves Peixoto | 1°                             | 350.218         | 14,57%          | 3ª              | Não Eleita      | [ 11 ]        |               |
| 1992 | Municipal de Salvador | Vice-prefeita     |                                             | PPS     | Frente Salvador Amor e Luta (PSDB, PPS, PT, PSB, PDT, PCdoB, PV)          | Titular: Lídice da Mata (PSDB) | 1°              | 271.195         | 44,24%          | 1ª              | Segundo Turno | [ 12 ] [ 13 ] |
| 1992 | Municipal de Salvador | Vice-prefeita     | 2°                                          | PPS     | Frente Salvador Amor e Luta (PSDB, PPS, PT, PSB, PDT, PCdoB, PV)          | Titular: Lídice da Mata (PSDB) | 370.720         | 56,94%          | 1ª              | Eleita          |               | [ 12 ] [ 13 ] |
| 2010 | Estadual da Bahia     | Deputada Estadual |                                             | PV      | Partido Isolado                                                           | —                              | 1°              | 14.303          | 0,21%           | 84ª             | Não Eleita    | [ 14 ] [ 15 ] |